# Minifalda

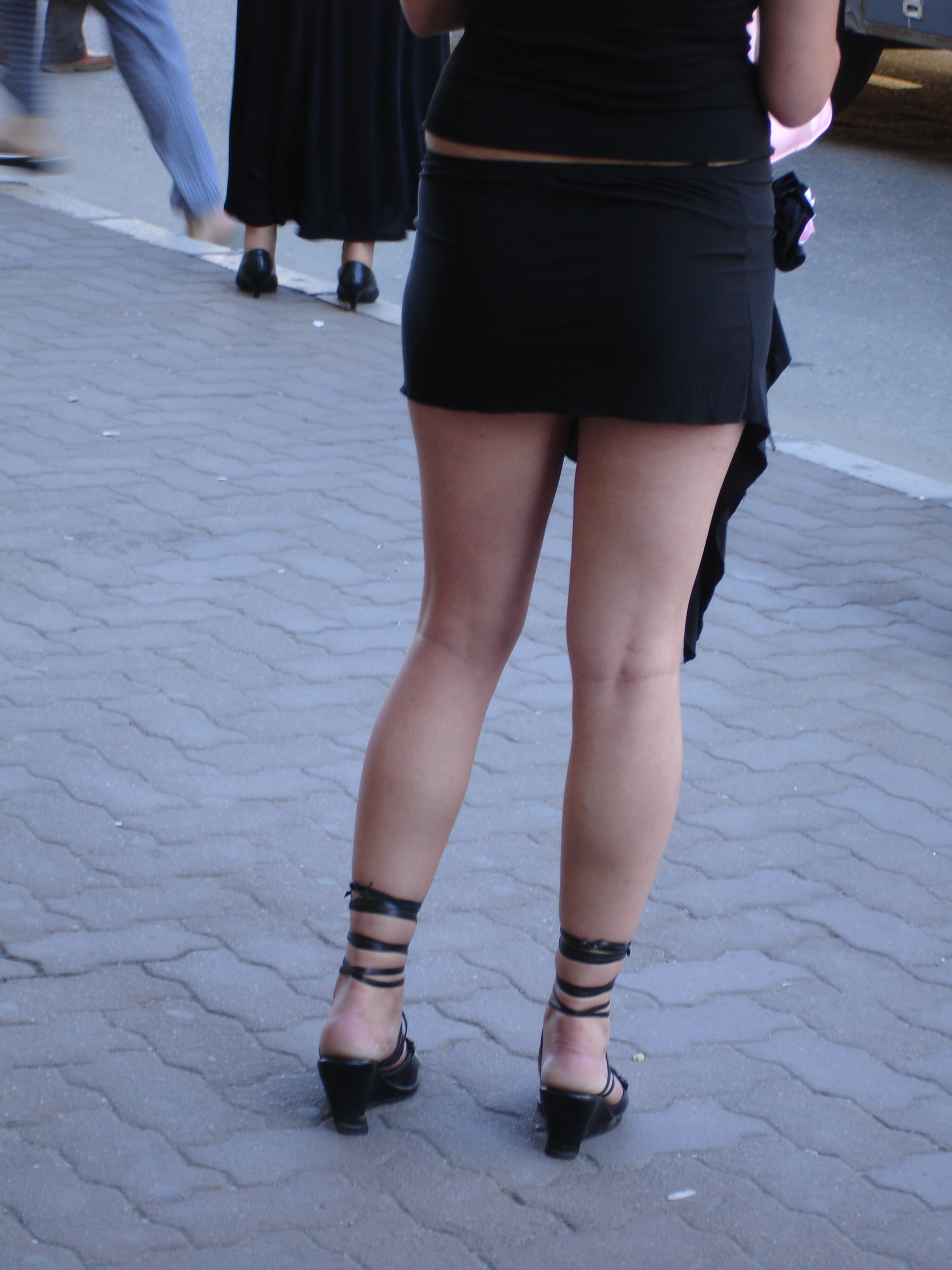
Minifaldilla

La minifaldilla, minifalda o minifaldeta és una peça de roba femenina consistent en una faldilla curta, per damunt dels genolls, recta o bé prisada. Per a alguns, ha de ser necessàriament una peça de roba molt curta, «la llargada de la qual no ha de ser de més de 10 cm per sota de les natges per tal de merèixer aquesta denominació». En aquest cas, la faldilla més llarga, però rematada just damunt dels genolls, s'anomena faldilla curta per a distingir-la de la minifaldilla pròpiament dita. Habitualment s'anomena la minifaldilla de manera abreujada: mini. Tanmateix, també es pot distingir la microfaldilla, que encara és més curta, i que té la vora inferior justament a l'alçada de les natges.
La minifaldilla, inspirada per la dissenyadora anglesa Mary Quant el 1965, es va popularitzar molt ràpidament a tot el món occidental. Esdevinguda un dels símbols de la revolució sexual i de l'alliberament de la dona, la mini fou una de les manifestacions més evidents de l'evolució dels costums vestimentaris femenins.
L'èxit considerable de la mini conduí al desenvolupament dels pantis, i gairebé a la desaparició de les mitges. Amb el temps, la mini s'ha modernitzat i diversificat de la mà de les col·leccions proposades pels dissenyadors de moda.

## Història

### Orígens històrics

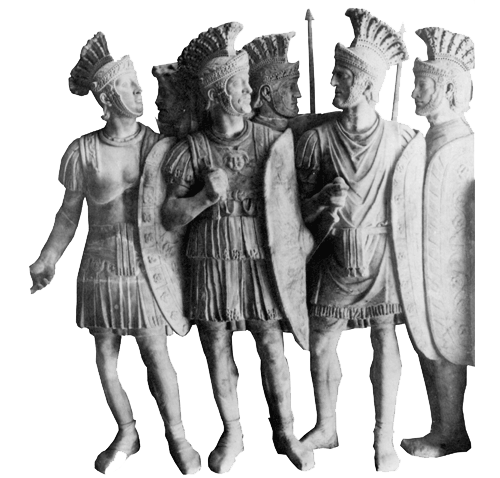
Soldats romans portant la faldilleta de l'uniforme.

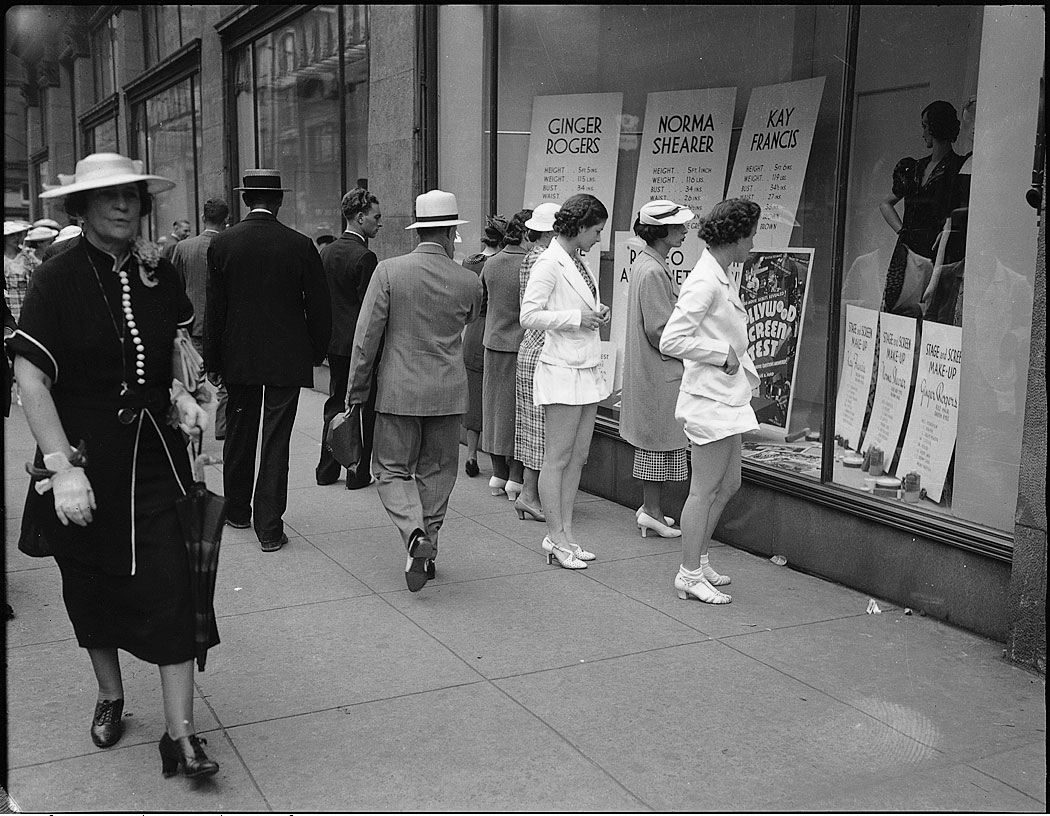
Minifaldilles pioneres a Toronto, 1937.

A l'antiguitat clàssica grecoromana, la túnica i la faldilleta curtes només eren per als esclaus i per als soldats, en tot cas homes. Amb el temps, la túnica curta va acabar sent substituïda per túniques més llargues o per pantalons. A l'edat mitjana van aparèixer els primers pantalons utilitzats exclusivament pels homes. En aquesta època es va concretar, tot i que molt més tardanament, la norma estricta de reservar els pantalons per als homes i les faldilles per a les dones, tot i que algunes tradicions locals de faldilles portades per homes van perdurar almenys fins al segle xviii i l'adveniment de la Revolució Industrial, com és el cas del kilt escocès.
Les dones van adoptar la faldilla curta per primera vegada en la pràctica esportiva, durant la dècada de 1920, primer en el tennis i després en el patinatge artístic. Com a vestimenta de carrer, en canvi, no va aparèixer la minifaldilla fins a la dècada de 1960. Tanmateix, hi ha testimonis gràfics d'haver-se portat faldilles extremadament curtes abans de la II Guerra Mundial al Canadà, potser més com a reclam publicitari que altra cosa i, de fet, aquesta tendència no va prosperar.

### La dècada del 1960

#### L'aparició de la minifaldilla de Mary Quant
Oficialment, però, es considera que la primera minifaldilla va aparèixer el 1962 en una boutique anomenada Bazaar, a King's Road, al barri de Chelsea, a Londres. La seva creadora, Mary Quant, era aleshores una jove dissenyadora de moda autodidacta, d'estil pop. Mary Quant reconegué que la primera mini que va confeccionar era per portar-la ella mateixa. Tot seguit va començar a vestir les seves amigues, que trobaven divertit i provocador el fet d'anar ensenyant les cames. Però també hi ha qui diu que la noia es va comprar la seva primera mini a la Boutique des Arts, a Saint-Tropez, abans de posar-la de moda al Regne Unit.
El dissenyador Jacques Delahaye va provar de llençar la minifaldilla a França des del 1963, però encara devia ser massa prematur i no va tenir gens d'èxit.
Finalment, el 1965, Mary Quant va incloure la mini a la seva col·lecció i va obtenir un èxit immediat, primer com a símbol del Swinging London, tot seguit per tot Europa i després a tot Occident. A alguns llocs, com als Països Baixos, va ser prohibida en un primer moment perquè la trobaven massa provocativa.
També el 1965, el francès André Courrèges fou el primer a treure realment profit del fenomen, quan en va fer la peça clau de la seva col·lecció primavera-estiu, amb una versió més futurista que la de la seva col·lega britànica. Va presentar molts models de minifaldilles d'alta costura que, contràriament a les de Quant, ja no eren rectes, sinó més curtes d'un costat que de l'altre, de manera que les anomenaren "faldilles trapezi".

#### L'èxit de la minifaldilla

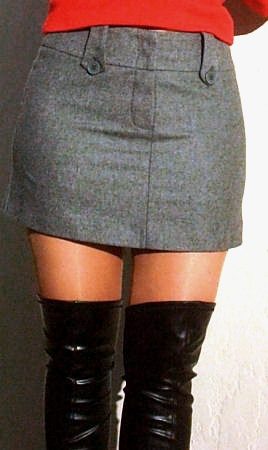
Una minifaldilla.

Contràriament a André Courrèges, Mary Quant proposà una línia de vestits més popular. Alhora assequibles, futuristes i pràctiques, les seves col·leccions Chelsea look obtingueren molt ràpidament un èxit considerable, i la mini era el vaixell insígnia d'aquestes col·leccions. Molt aviat, Mary Quant associà al seu invent unes botes altes. Paral·lelament, aparegueren els models de confecció en sèrie (l'anomenat prêt-à-porter), destinats a vestir les dones amb elegància i a preus moderats. Les adolescents s'apropiaren així d'aquestes minis de colors atrevits i clars, esdevingudes un veritable símbol de l'alliberament de la dona en un context de prosperitat econòmica que afavoreix la transgressió de les normes socials. La mini esdevingué aleshores un dels senyals de l'evolució dels costums de les dones joves, i provocà l'escàndol en determinats mitjans conservadors. Ja el 1964, Noëlle Noblecourt, presentadora del programa de televisió "Télé Dimanche" va ser acomiadada de l'ORTF, segons la versió oficial, per haver ensenyat els genolls en pantalla, tot i que, en una entrevista concedida a Vincent Perrot una trentena d'anys més tard, la mateixa interessada va afirmar que la causa real fou que ella destorbava la carrera professional de Raymond Marcillac, aleshores director d'informatius de TF1. La dissenyadora Coco Chanel s'oposà violentament a l'arribada de la minifaldilla, en tant que «Christian Dior considera que el genoll és la part més lletja del cos». El ministre francès d'Educació, Christian Fouchet, la considerava «fora de lloc als instituts». Això no va impedir que nombroses dones famoses, tals com Sylvie Vartan, Twiggy, Françoise Hardy, Catherine Deneuve o Brigitte Bardot es posessin la mini i en fessin bandera, mentre que les nord-americanes Joan Baez o Janis Joplin, per exemple, encara més inconformistes, s'atrevien amb els texans. Mary Quant reconegué amb elegància: «Ni jo, ni En Courrèges no hem tingut pas la idea de la minifaldilla. És el carrer qui l'ha inventat». En efecte, «per primer cop, la moda ve del carrer, de Kings Road i de Carnaby Street: minifaldilla, impermeable curt de vinil, jersei ajustat, pintallavis pàl·lid i pestanyes postisses».
A partir de 1965, l'escurçament de les faldilles prengué les dimensions d'un veritable fenomen de moda que no va parar de créixer els anys següents. La importància d'aquest fenomen comportà la moda del mot «mini» per ell mateix, i el cantautor Jacques Dutronc en feu una cançó el 1966: Mini, mini, mini. No menys de 200.000 minis es van vendre a França el 1966. A la fi de la dècada, a França, «l'emancipació juvenil […] passa pels cabells llargs per als nois i la minifaldilla per a les noies».
El 1969, el fotògraf de moda Berry Berenson retratà la seva germana, Marisa Berenson, model i futura actriu, amb una minifaldilla d'Yves Saint Laurent. Aquesta imatge esdevingué el símbol gràfic de l'esperit de llibertat omnipresent a la moda dels anys seixanta. Fins i tot el mateix any 1969 Roland Barthes escrigué a la revista Marie-Claire: «No es tracta d'un escurçament, sinó d'una construcció perfecta».

#### L'estat espanyol
A l'estat espanyol es vivia en aquests anys sota la dictadura franquista. Amb l'arribada del turisme a les costes, a més d'una nova font d'ingressos, van aparèixer noves formes de vida. Simultàniament, començaven a arribar a les fàbriques i a la universitat les generacions que no havien participat en la Guerra Civil espanyola. Tots aquests factors van posar de manifest les limitacions d'un règim autoritari, ja que el nivell de llibertat personal i política de la població no va augmentar de la mateixa manera. Però la classe mitjana, que havia aparegut amb el desenvolupament econòmic dels seixanta, buscava instintivament menys coercions, en part, a causa de la mateixa cultura de classe mitjana, i també per la influència de la televisió i les facilitats més grans per viatjar, i també pels milions de turistes de l'Europa rica i liberal que arribaven a Espanya cada estiu. El predomini del nacionalcatolicisme semblava haver arribat a la seva fi.
Aquest és el marc propici per a l'entrada de la mini a la moda femenina, a partir dels darrers anys seixanta, i ho feu inicialment amb les noies universitàries de classe mitjana, però de seguida també amb les noies treballadores de tot l'espectre social. La minifaldilla va rebre un rebuig molt sonat de l'Església Catòlica i de la "gent d'ordre", però de cap manera es va poder aturar la seva embranzida.

#### El fenomen de moda: botes i minifaldilla

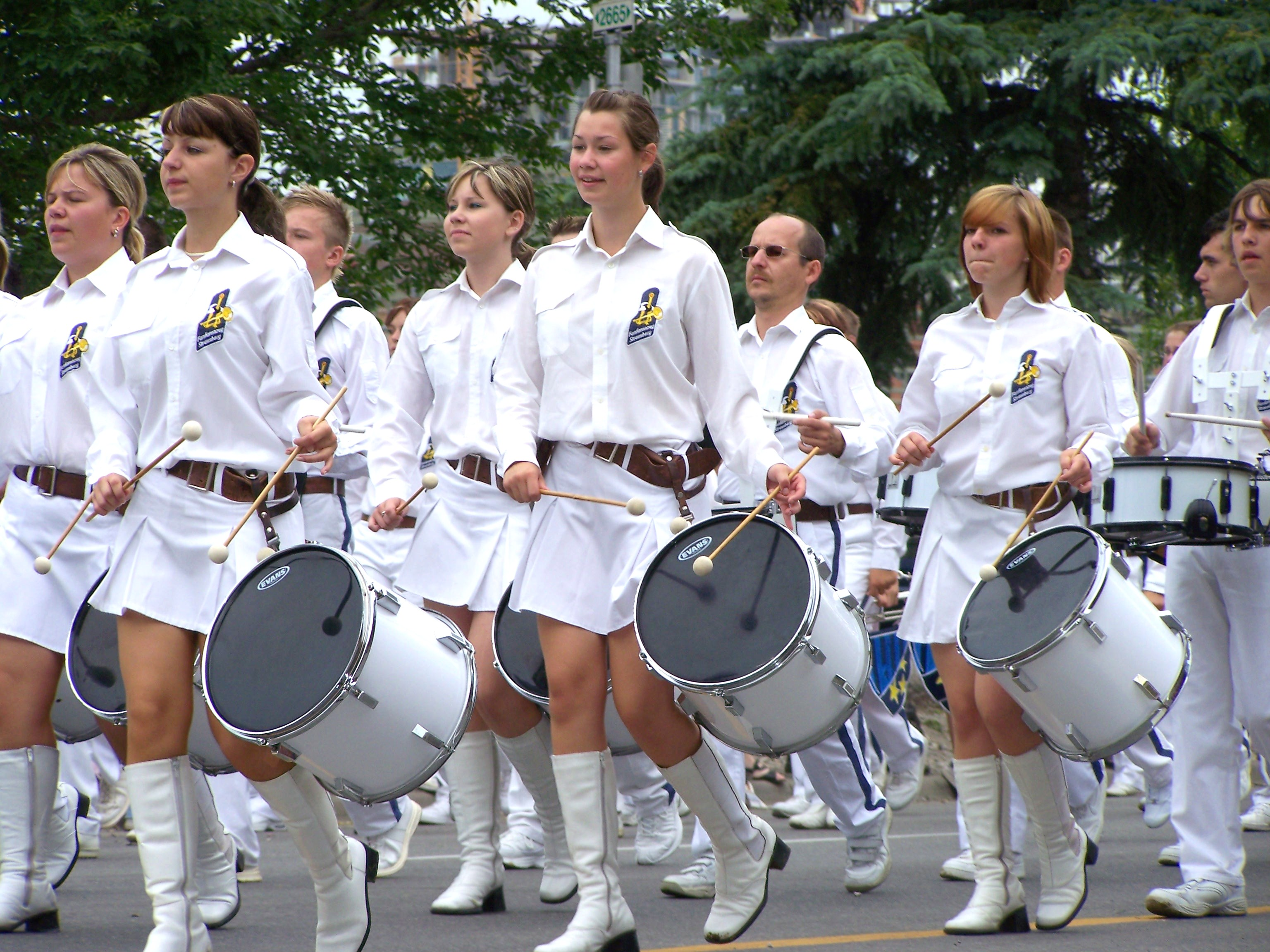
La fanfàrria alemanya Fanfarenzug-Strausberg el 2008.

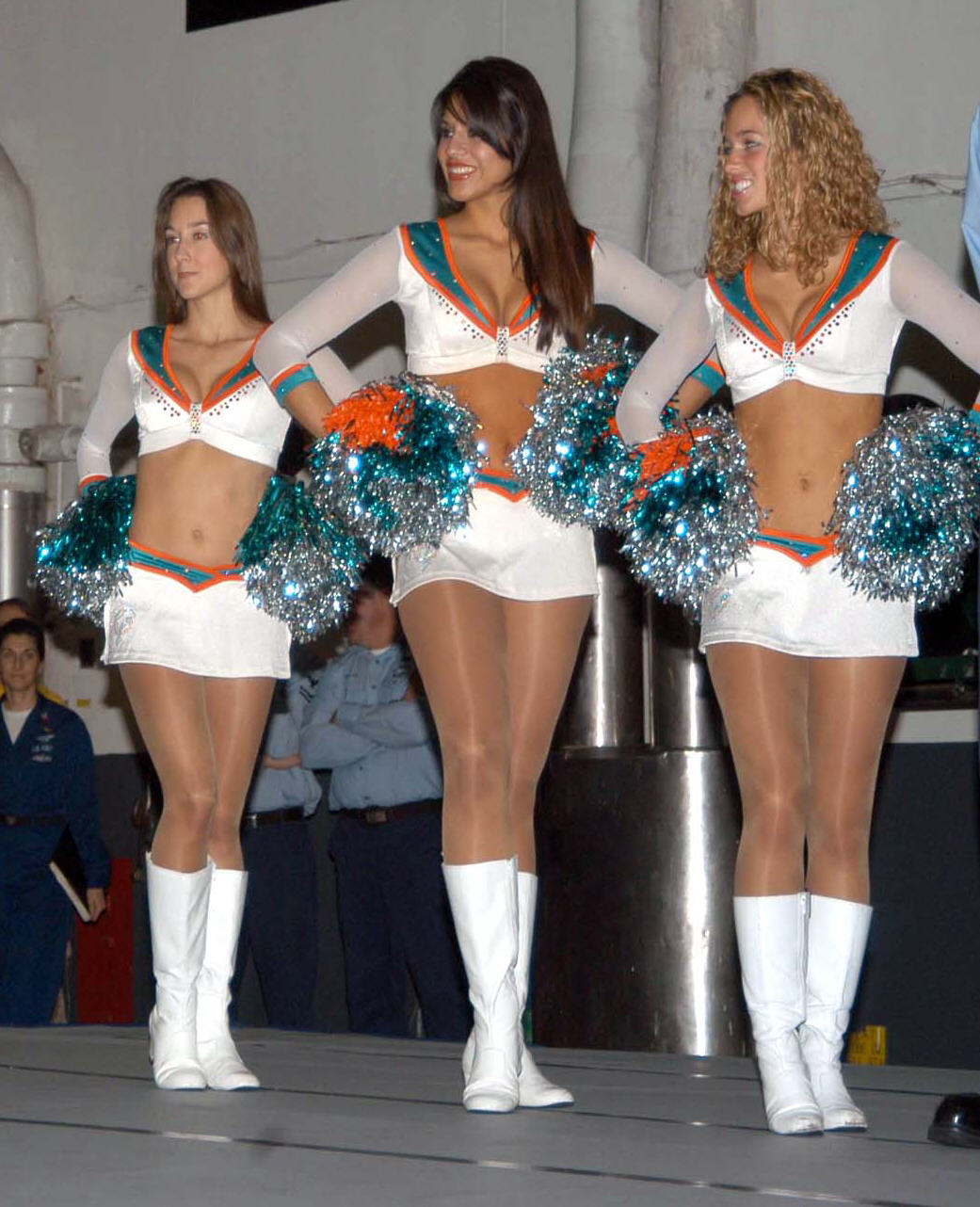
Les animadores dels Dolphins de Miami el 2005.

El 8 d'octubre de 1968, Sheila participà en l'emissió televisiva Si ça vous chante de Guy Lux, on va cantar la seva cançó La vamp en mini i botes altes. La mini esdevingué molt popular, combinada amb botes altes, aquestes inicialment de vinil i després de cuir, i de seguida es va considerar que aquesta combinació era la moda, tant d'estiu com d'hivern. Brigitte Bardot i Claudia Cardinale apareixien sovint a les portades de les revistes vestides amb mini, botes i jersei de coll alt, cosa que va fer dir a Harriet Worsley «el 1968, la minifaldilla, les botes i el jersei de coll alt són l'uniforme informal de dia».
Des de la dècada de 1970, aquesta combinació és molt habitual en els uniformes de les majorettes i, sovint, també en el de les cheerleaders.

#### L'expansió dels pantis
La popularització de la minifaldilla afavorí també l'expansió dels pantis, que van anar substituint les mitges, i que sovint es portaven de colors. La generalització dels pantis proporcionà a les dones un nou confort, a desgrat dels amants de les lligacames, que pràcticament desaparegueren, Els pantis es consideraven «més decents que les mitges». «Qui diu minifaldilla, diu pantis a joc per acompanyar-la». L'èxit de la mini va disparar el mercat dels pantis, tan còmodes i pràctics que les dones ja no han deixat de portar-ne. La idea dels pantis, que fins aleshores només els havien portat les ballarines, la reprenen els industrials i es comercialitza a França amb el nom de Mitoufle.
El 1999, l'historiador francès Vincent Duclert escrigué: «Els pantis, per la seva simplicitat, permeten lluir els baixos d'una nova generació que troba en la minifaldilla i en els pantis, particularment en aquests, multicolors, de Dim, l'expressió d'aquesta llibertat guanyada. Les lligacames, assimilades a costums d'un altre temps, van desaparèixer d'aquest univers «sense llenceria», però van reaparèixer vint anys després, quan la llenceria femenina va recuperar les seves funcions eròtiques».

### Des dels anys 1970
| Mini clàssica. |  | Mini clàssica.   |
| Mini clàssica. |  | Mini acampanada. |

Amb el prestigi que li va donar l'alta costura, la mini ja no podia seguir sent un element de provocació. Amb el temps, es modernitza, es diversifica i «es propaga amb la velocitat dels mitjans de comunicació». Louis Féraud proposa amb la seva col·lecció de 1970 una minifaldilla acampanada, combinada amb botes altes de skai negre. Però el seu èxit es relativitzà per deixar pas als pantalons de pota d'elefant (ja presents durant la dècada del 1960, portats pels grups hippies), als shorts molt curts (hot pants) igualment deguts a Mary Quant, i finalment als pantalons texans.
L'1 d'agost de 1970, la revista Paris-Match titula en portada «La minifaldilla ha mort». Tot i que ja no estava tan de moda durant la dècada del 1980, les famoses han seguit apareixent a les portades de les revistes vestides amb una mini, com és el cas d'Estefania de Mònaco, amb mini i botes altes, com ara Cindy Crawford.
Acampanada el 1972, escocesa durant els anys 80, s'imposà prisada els anys 90 Finalment, va reaparèixer amb força a les desfilades de moda de febrer de 2003, amb models de farbalans per als estius de 2003, 2004 i 2005. La mini evoluciona però mantenint sempre el mateix esperit de seducció i de llibertat per a les dones. És el cas especialment de les minis de cuir, sobretot per a les persones afeccionades al fetitxisme del cuir, així com les minis ajustades de fibra, anomenades "stretch", i creades pel dissenyador Azzedine Alaïa.

### La minifaldilla avui

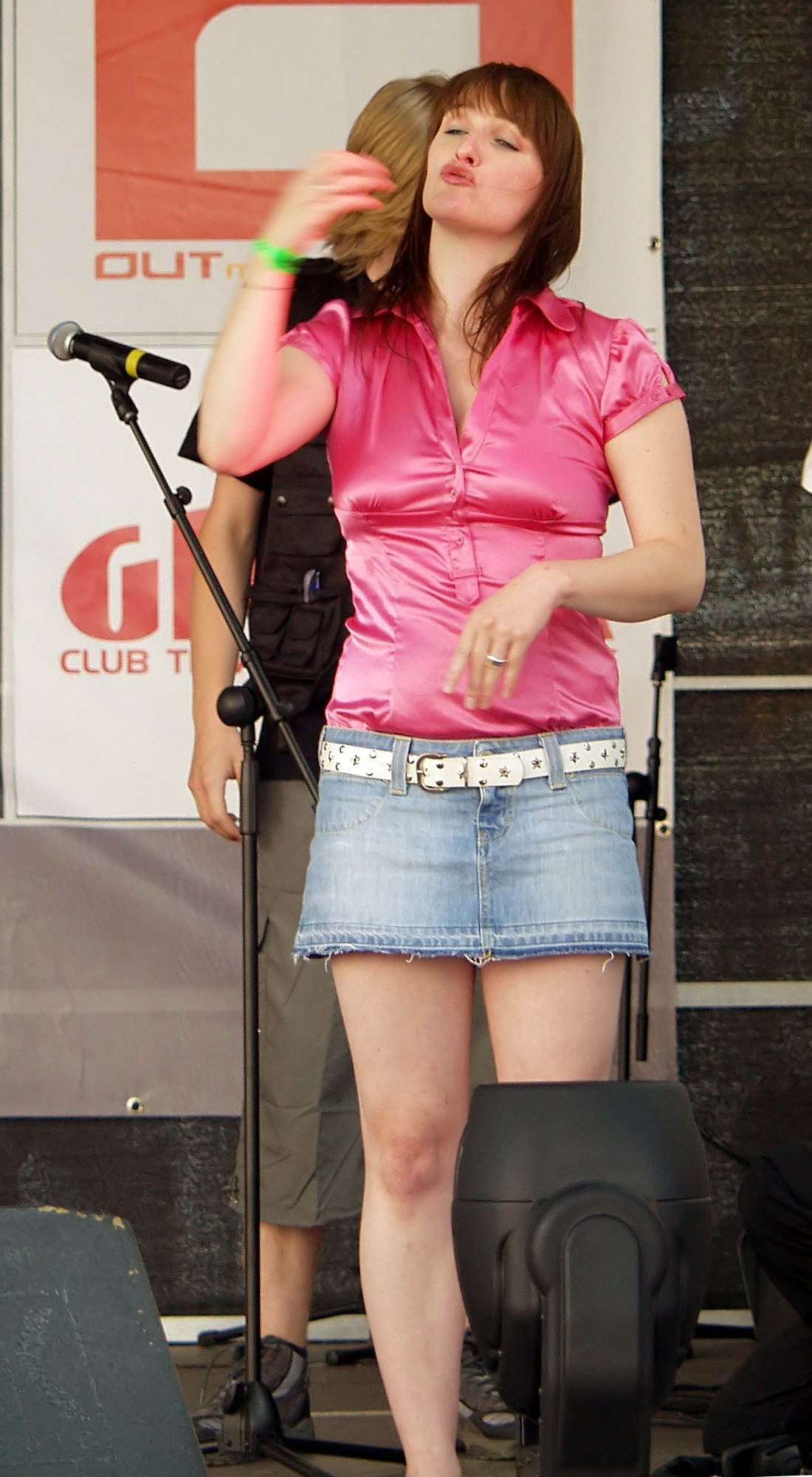
Una intèrpret de la llengua de signes amb mini.

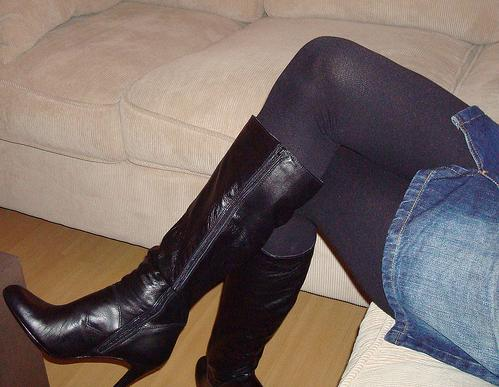
Mini amb malles opaques i botes, combinació molt habitual a l'hivern.

Avui en dia porten mini dones de totes les edats i durant tot l'any, en qualsevol activitat qüotidiana (a l'escola, a la feina, en el lleure, etc.) o en actes més formals (cites de negocis, casaments, etc.). Com a peça de vestir més formal, sol combinar amb una jaqueta conjuntada ("vestit jaqueta"). A l'hivern se sol portar amb botes de cuir, cosa que n'accentua l'efecte seductor. Ara bé, cal dir que la mini s'ha generalitzat molt a l'hivern mercès al desenvolupament dels pantis gruixuts, o dels leggings o malles, de color.

## La minifaldilla a l'esport

### Tennis
La faldilla curta va reaparèixer, per a les dones, en el món de l'esport, i més concretament en la pràctica del tennis: la tennista francesa Suzanne Lenglen va canviar l'uniforme tradicional de tennis que ella mateixa encara portava als Jocs Olímpics d'Estiu de 1920 per un model signat pel dissenyador Jean Patou a partir de 1921. Aquesta nova indumentària va fer parlar per dos motius: els braços quedaven totalment a l'aire i la faldilla prisada cobria només fins a sobre del genoll. Des d'aleshores, el vestit curt o la faldilleta, sempre de color blanc, foren la roba reglamentària en la categoria femenina dels diversos esports de raqueta (tennis, tennis de taula, bàdminton).
Ara bé, en el Torneig de Wimbledon 2007 de tennis, la francesa Tatiana Golovin es va presentar a la pista vestida amb uns shorts vermells sota un vestit blanc molt curt. Els organitzadors van deliberar durant molta estona sobre la llargada del vestit pel fet que el reglament del torneig imposa per a la roba un caràcter «majoritàriament blanc», i és evident que el color dels shorts es feia notar.
En canvi, en el Torneig de Wimbledon 2008, la russa Maria Xaràpova va innovar prescindint de la tradicional faldilleta blanca i substituint-la per uns shorts blancs, semblants als que duen els tennistes masculins. Actualment, sol ser autoritzat l'ús de shorts, i també que la roba sigui de colors. I, de fet, les tennistes s'han convertit en l'objectiu de diversos dissenyadors de moda, que creen per a elles vestits atrevits i glamurosos.

### Altres esports
- Patinatge artístic

Després del tennis, fou el torn del patinatge artístic, concretament als Jocs Olímpics d'Hivern de 1928, a Saint-Moritz, on la patinadora noruega Sonja Henie es va presentar per primer cop en faldilla curta, i va causar sensació pels seus moviments alliberats de la tradicional faldilla llarga. Des d'aleshores, la microfaldilla s'ha imposat com a vestimenta insubstituïble per a totes les patinadores, en contrast amb els pantalons llargs per als patinadors masculins.
- Hoquei herba

L'hoquei sobre herba és un esport amb una important participació d'equips femenins. Les dones solen portar faldilleta curta.
- Futbol

El 16 de setembre de 2008, les jugadores del club de segona divisió holandesa de futbol del FC de Rakt van causar sensació presentant-se a l'estadi, no pas amb shorts, sinó amb una faldilleta blanca semblant a la del tennis. La capitana Rinske Temming va declarar: «Nosaltres trobem que les faldilles són molt més elegants que els tradicionals shorts. I, per damunt de tot, són més pràctiques». De moment, però, no sembla que l'exemple de les holandeses hagi prosperat en el futbol femení mundial.
- Corfbol

En el corfbol, esport que es juga amb equips mixts, el reglament estableix que les noies han de portar mini i els nois pantalons curts.

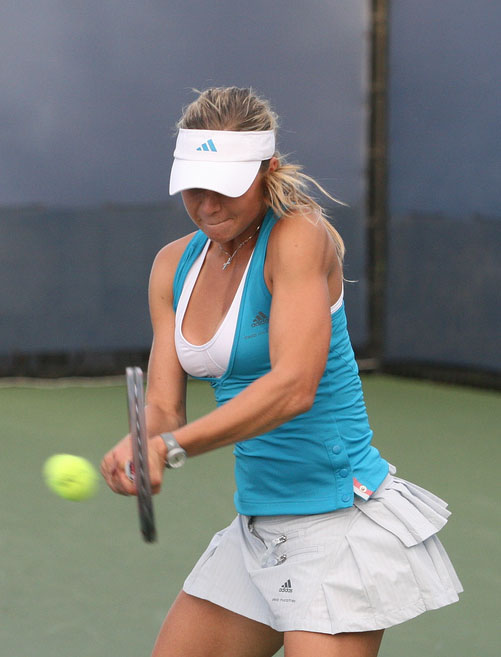
Maria Kirilenko, jugant a tennis amb una mini blanca el 2006.
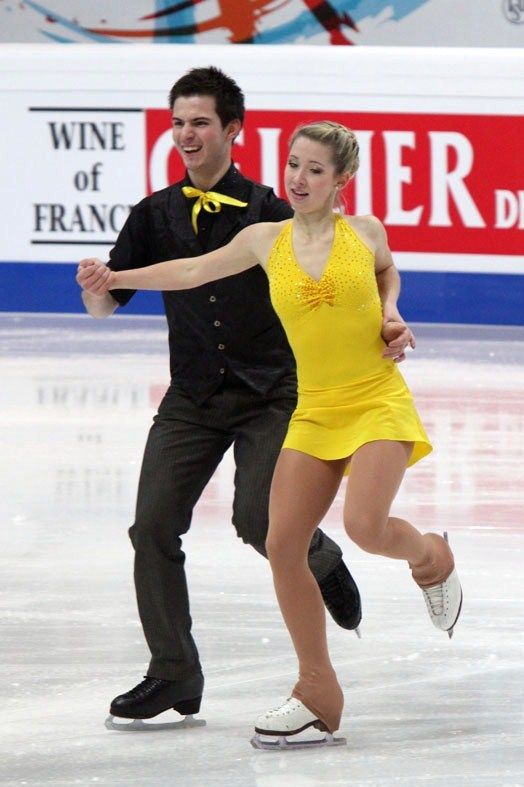
Els patinadors Stina Martini i Severin Kiefer amb la roba més usual per a cada membre de la parella (2011).
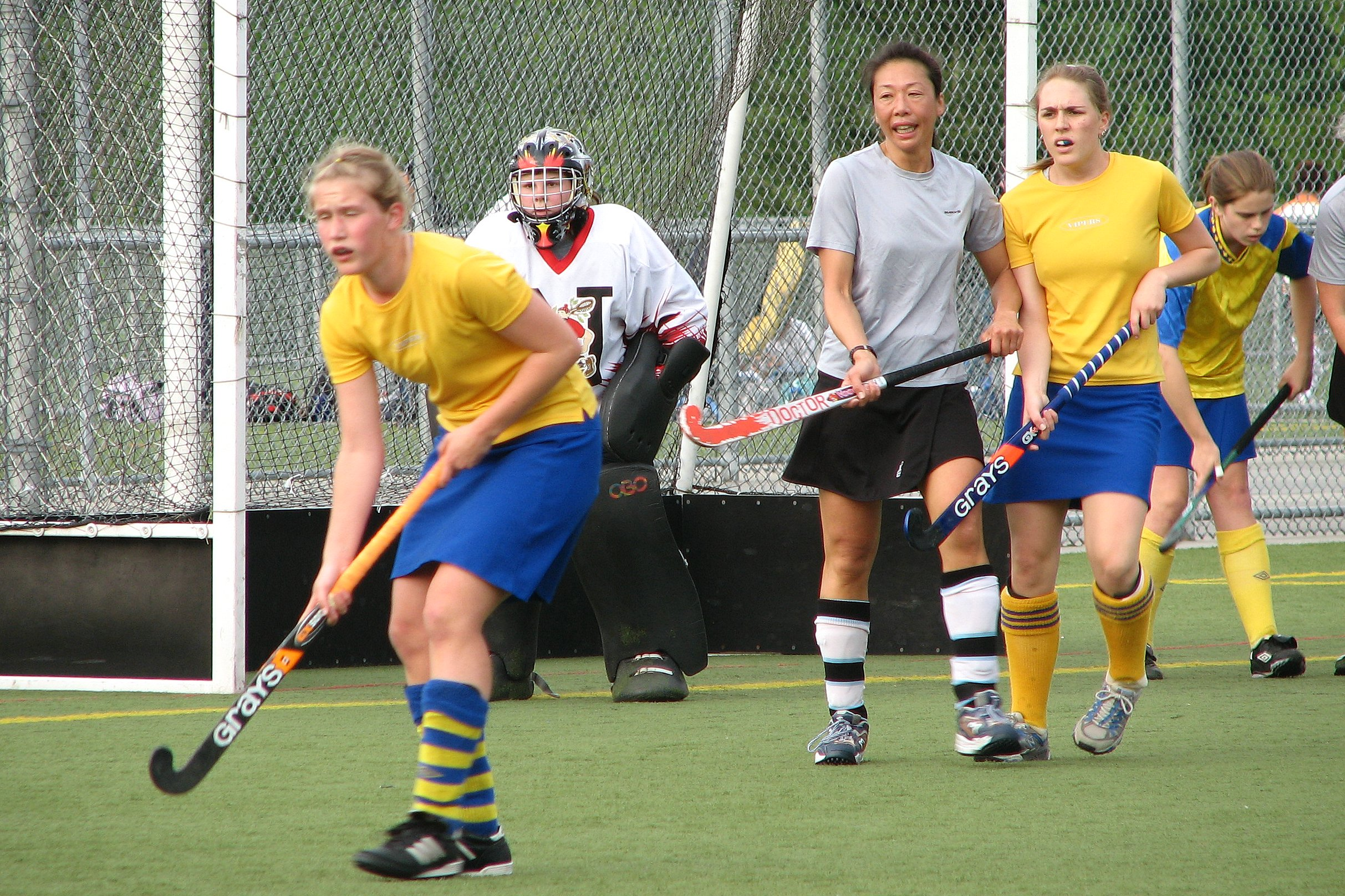
Un partit internacional d'hoquei sobre herba femení.
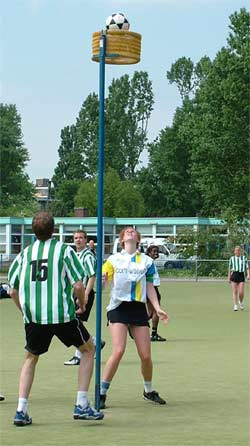
Un partit de corfbol als Països Baixos, on es pot observar que les jugadores porten mini.

## La faldilla curta al teatre i a la dansa
En els espectacles de varietats, les faldilles es van escurçar molt abans que al carrer. Tot i que no va ser la primera, sí que ha quedat com la més coneguda la vedette Joséphine Baker, que el 1926, va lluir una faldilleta feta amb bananes en el seu espectacle al teatre Folies Bergère, a París. Però era només vestuari teatral i no un veritable vestit.
Si la faldilleta es considera generalment que «despulla» la dona, constitueix en canvi un element vestimentari que «vesteix» la ballerina clàssica durant la segona meitat del segle xx. Afegeix un vestuari i un senyal de feminitat al simple maillot unisex que es porta tant a classe com a l'escenari. Hi ha el tutú tradicional, abans sempre llarg, i que amb el temps s'escurçà notablement, i també la faldilla dita de treball, generalment curta, i que consisteix en una peça de roba amb caiguda, que es creua i nua a la cintura.

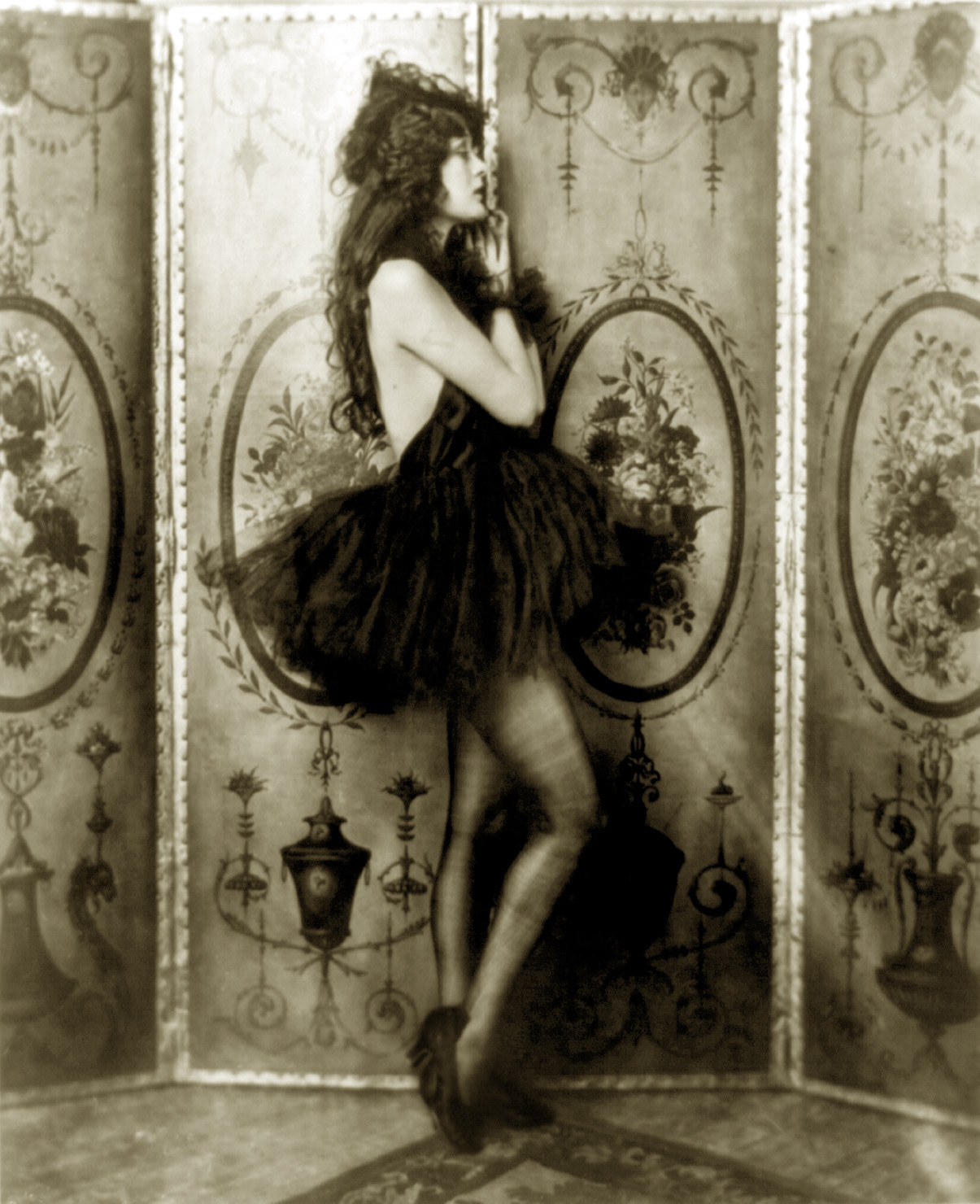
L'actriu Dolores Costello, cap al 1923, amb faldilla curta.
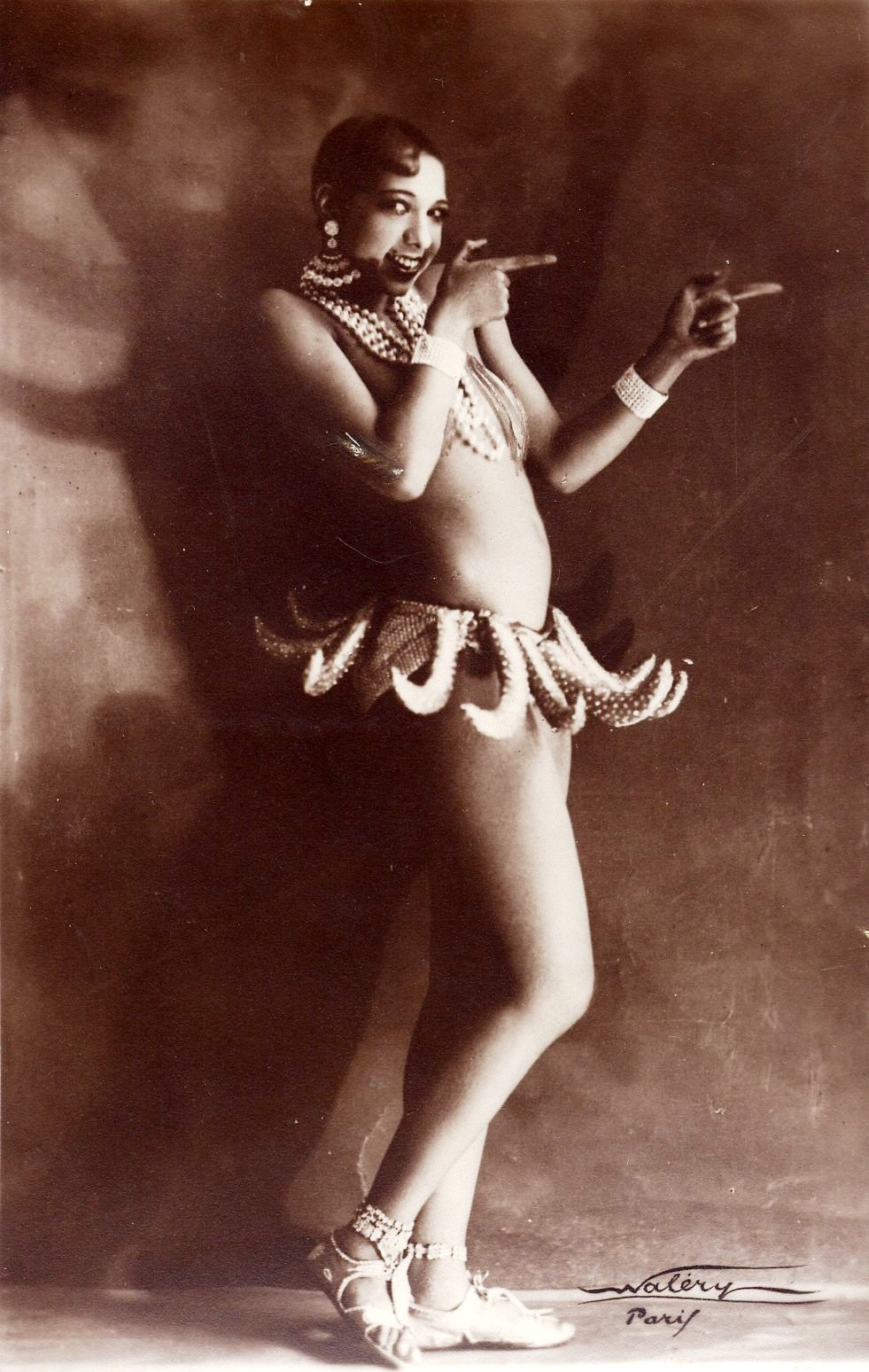
Joséphine Baker el 1927 amb la seva famosa faldilleta de bananes.
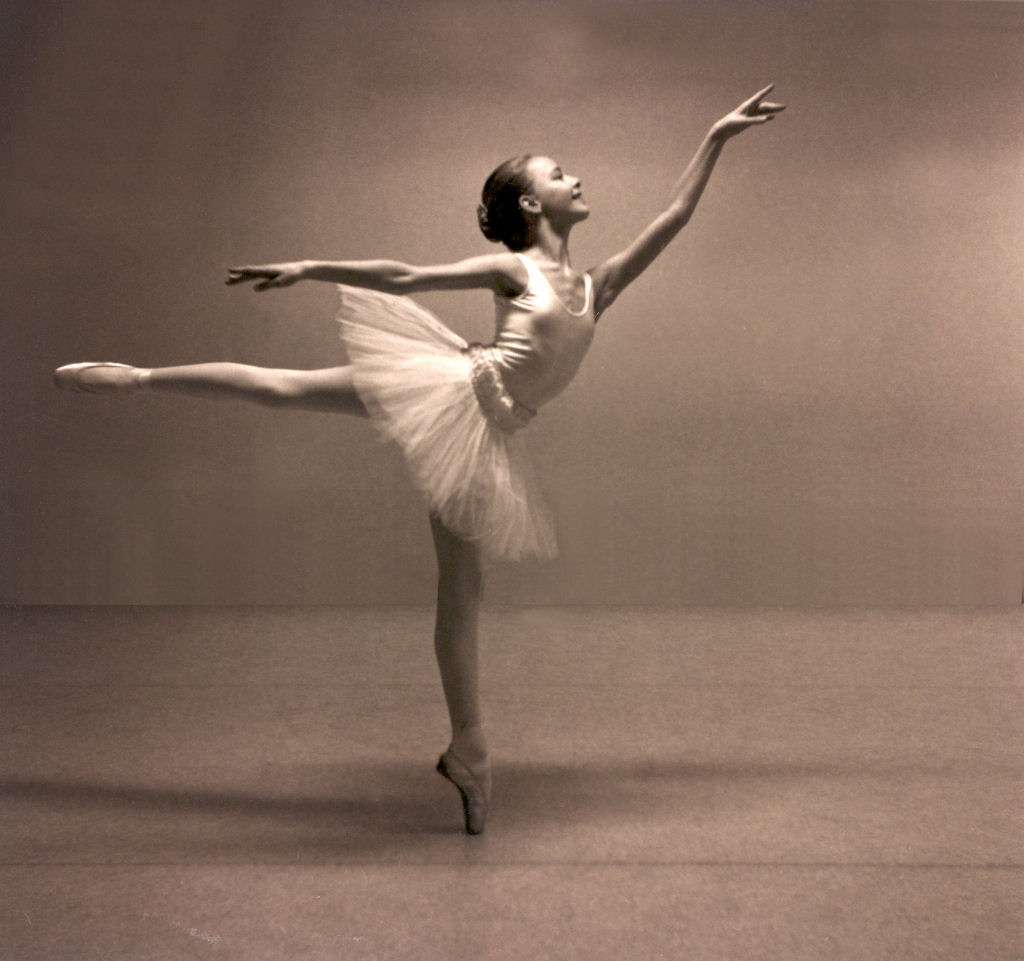
Una ballerina clàssica amb tutú.
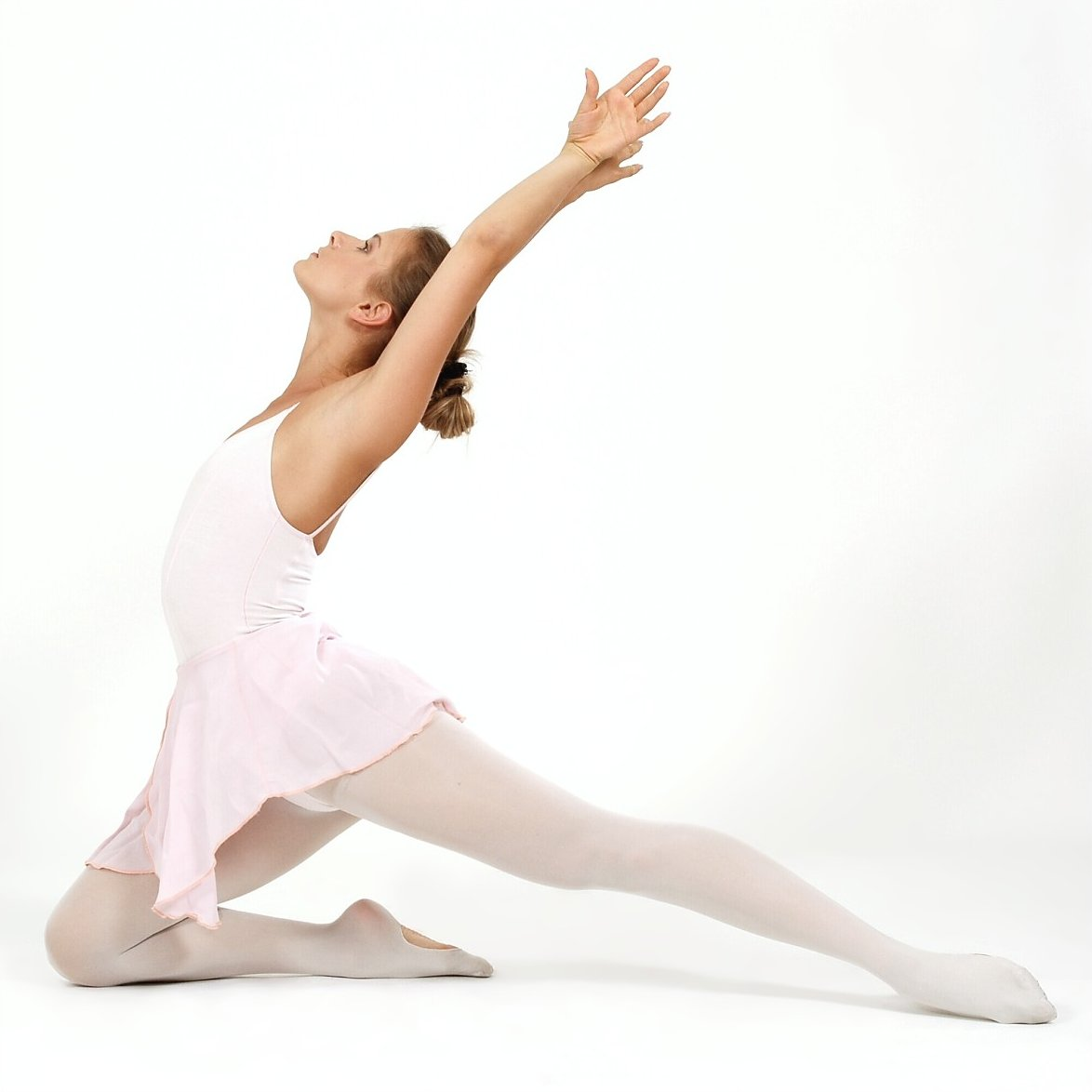
Una ballerina clàssica amb faldilla de treball.
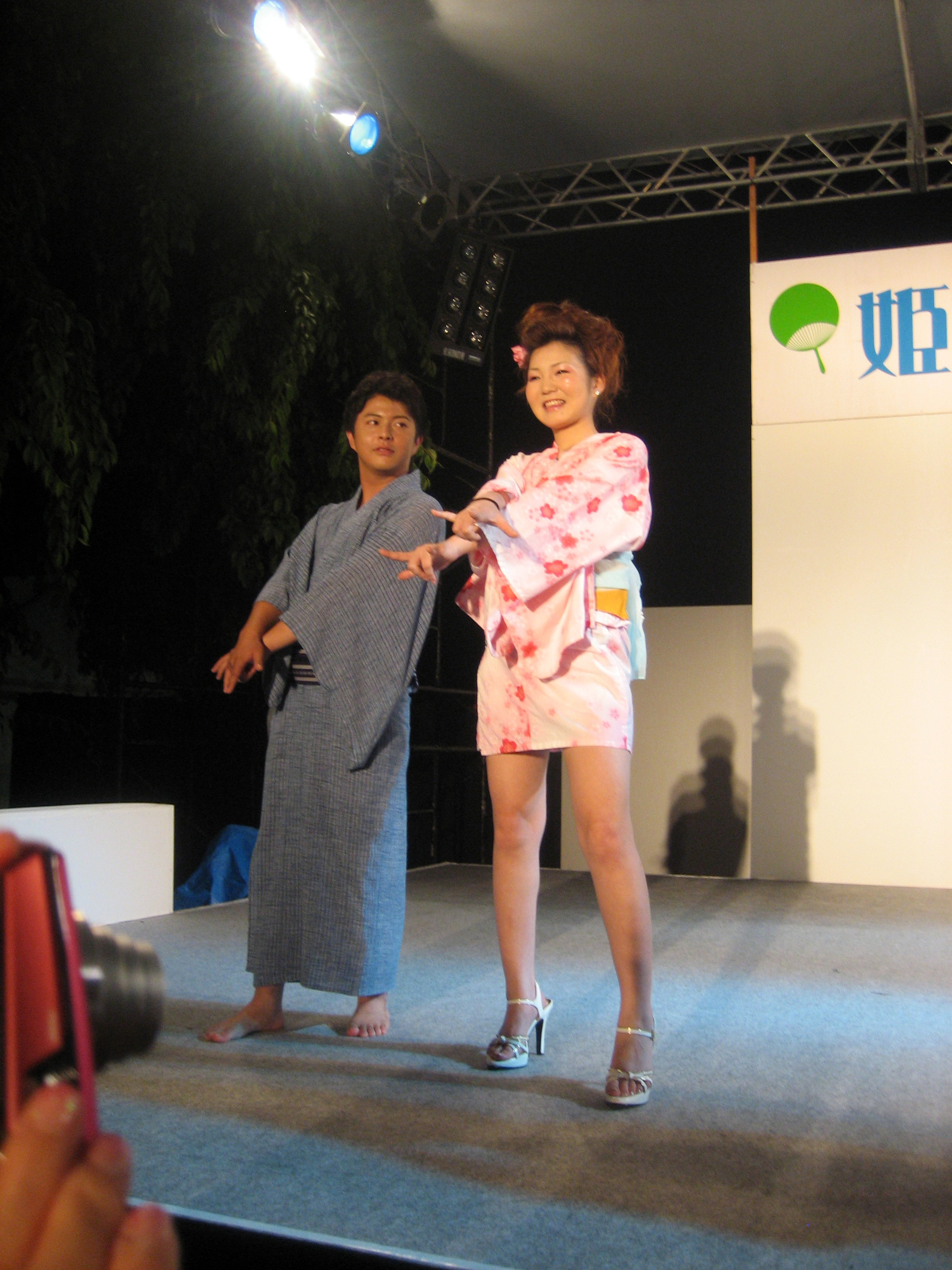
Al teatre japonès s'han pogut veure kimonos convertits en minivestits.

## Simbologia de la mini

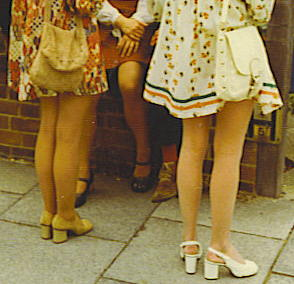
Minis en un casament a Anglaterra, l'estiu de 1972.

### Naixement d'un símbol
Els anys seixanta foren, a Europa, una època de contestació i també de recuperació econòmica. La cultura i la moda dels joves sortits del baby boom es van desenvolupar més que no ho havien fet mai abans en la història. Fou un període de canvi dels estatus socials i de posada en qüestió de pràcticament tot.
Molts moviments juvenils, com ara els "mods" (abreviatura de "moderns"), apareguts al principi de la dècada, s'expressaven al carrer amb la seva música i amb la seva pintura, però també amb la seva manera de vestir. La minifaldilla fou doncs un símbol que donava l'esquena a la moda dels anys cinquanta. La societat iniciava la seva evolució cap a fer realitat el seu desig d'igualtat dels sexes.
La top model Twiggy personificà aquesta època i desfilà amb mini per a Mary Quant. El seu cos d'adolescent amb una silueta filiforme, cametes molt primes, el seu pentinat amb la ratlla al costat, com un noi, i la seva joventut van ajudar a fer de Londres una capital de la moda. Amb només setze o disset anys i aquelles cametes, la seva imatge s'allunyava molt del tòpic de la dona que "ensenya cuixa" i això va fer molt per la ràpida difusió de l'ús de la mini. El 1966, Twiggy era la model més famosa del món i va ser la icona de la moda durant gairebé vint anys, fins i tot després de retirar-se. Quan Twiggy va visitar el Japó el 1967 va provocar una expansió extraordinària de la moda de la mini en aquell país.
«Els anys seixanta, portar la minifaldilla era un signe radical de resistència enfront dels adults» explica el semiòleg de la moda Alberto Cantoni. Així mateix, aquest expert avisa que «tot i que actualment la trobem a l'armari de totes les dones, i que ha pres una connotació de seducció amable, tanmateix no és pas innocent». Cinquanta anys després del debat que va provocar Mary Quant, la minifaldilla ja s'ha convertit en un element bàsic de la moda, portada tant per les noies com per qualsevol altra dona, com, fins i tot, la conservadora Sarah Palin, que fou candidata a vicepresidenta dels Estats Units, i que va lluir una mini de 30 cm justets de llargada en el discurs que va fer en un acte tan poc festiu com el de l'11 de setembre de 2008.
El segle xxi, les feministes segueixen reivindicant l'ús de la minifaldilla, tot i les dificultats: «passejar-se amb minifaldilla t'exposa a tota mena de desaires, xiulets, comentaris grollers, insults, fins a tocaments... Tota mena de violències, simbòliques, verbals o físiques, contra les quals lluita Ni Putes ni Submises, amb l'ajut de Canal +, que ha obert els seus programes a l'associació des de l'1 de febrer de 2005».

### Un símbol amenaçat

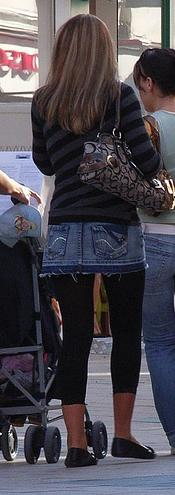
Minifaldilla sobre leggings.

Amb el pas dels anys, l'ús de la mini s'ha escampat per tot el món. La mini segueix essent, tanmateix, una peça de roba sexy que atrau totes les mirades, tant les d'admiració com les de desaprovació, això sí. Jean Piat escrigué: «No hi ha res com una minifaldilla per fer-me oblidar completament d'una cara». A banda de la qüestió simbòlica, la mini comporta alhora avantatges i inconvenients per a la dona que la porta. El principal avantatge resideix en el fet que la mini, com que s'atura a mitja cuixa, ofereix una llibertat de moviments molt més gran que una faldilla més llarga que estreny o embolica les cames, segons si és una faldilla estreta o bé ampla. El principal inconvenient es troba relacionat igualment amb la poca llargada: d'una banda, una dona amb mini ha de saber creuar les cames quan s'asseu, a risc de trobar-se en una postura impúdica com li va passar en un programa de televisió a Cameron Diaz, quan la faldilla se li va enfilar fins dalt de tot de les cuixes; de la banda contrària, i sense deixar la televisió, la presentadora d'un programa vestida amb minifaldilla pot utilitzar-la per seduir els espectadors, creuant i descreuant contínuament les cames, fins al punt d'impedir que es concentrin en altres zones de la pantalla, per exemple, en un joc que la mateixa presentadora està proposant. El sociòleg i filòsof Pierre Bourdieu explica que «les dones saben sense saber-ho que, posant-se una roba o altra, un vestit o altre, s'exposen a ser percebudes d'una manera o una altra».
Tenint en compte aquestes opinions, sovint contràries en alguns països de cultures diferents a l'occidental, les dones han de fer valer els seus drets per portar una minifaldilla; la solució de compromís és gairebé sempre portar-la sobre unes malles.
Però la situació segueix sent difícil arreu per a les dones en l'actualitat. El 2001, el reglament interior de l'empresa Airbus va prohibir l'ús de la minifaldilla a les seves hostesses. Durant l'estiu de 2006, una noia pakistanesa de 21 anys que vivia a Itàlia fou degollada pel seu pare pel fet que portava minifaldilla. El 17 de gener de 2007, el president del Tribunal Suprem de França va llençar una reflexió sobre si no caldria prohibir a les magistrades que portin minifaldilla. El 8 de maig de 2007, el diputat polonès Artur Zawisza va presentar una proposició de llei «per tal de reprimir les temptacions sexuals, incloent-hi l'ús de minifaldilles, escots generosos, bruses transparents i maquillatges excessius». El 4 de març de 2008, diversos centenars de persones van manifestar-se pel centre de Johannesburg, a Sud-àfrica, per reivindicar el dret de les dones a portar mini sense ser víctimes de comentaris i accions ofensius. El 17 de setembre de 2008, Nasba Buturo, ministre ugandès "de l'ètica i de la integritat", declarà que les minifaldilles havien de ser prohibides, argumentant que aquesta vestimenta distreuria els conductors i seria la causa de nombrosos accidents.

## La microfaldilla

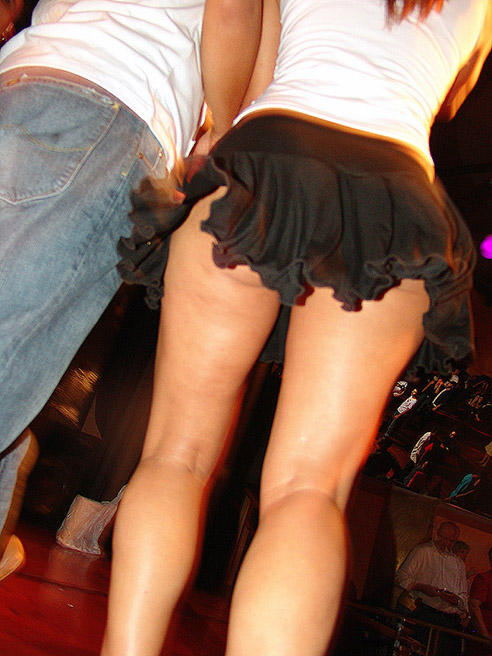
Una noia va a ballar amb microfaldilla.

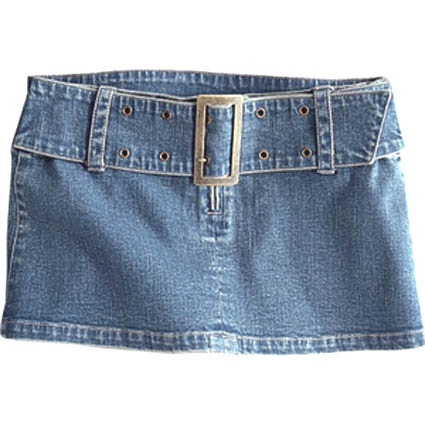
Una microfaldilla texana.

La microfaldilla és una faldilla extremadament curta, que no fa més de 20 cm de llarg i que, per tant, no cobreix gaire més que el sexe de la dona, i les natges no del tot. Sovint la porten algunes cantants i ballarines als seus espectacles, com ara Fergie o Micky Green.
La dissenyadora francesa Isabel Marant va causar sensació quan va presentar la seva «microfaldilla de talla alta» a la col·lecció primavera-estiu 2008. Consisteix en una minifaldilla de llargada normal però amb la cintura un pam més amunt, amb el resultat d'esdevenir de fet una microfaldilla.
Sovint, les dones que trien aquesta mena de faldilla tenen el desig, conscient o no, d'exhibir-se als ulls de tothom. Per incrementar encara més aquesta sensació, la microfaldilla se sol combinar amb un tanga de tipus "string", de manera que es pot mostrar la part baixa de les natges completament nues.
La microfaldilla esdevingué freqüent a les desfilades de moda durant els anys 2000, especialment després de la declaració de Tom Ford, dissenyador americà de Gucci, sobre la seva absoluta preferència per aquesta prenda a la col·lecció primavera-estiu 2003, així com a força altres col·leccions, com el vestit jaqueta (amb microfaldilla) de la col·lecció Versace.
La microfaldilla es porta sovint sola a l'estiu, però també es pot portar la resta de l'any per sobre d'un pantaló o d'uns leggings, cosa que es posà de moda a les acaballes dels anys 2000, per exemple amb l'actriu americana Gwyneth Paltrow. D'aquesta manera, la poden portar totes les dones sense caure en l'exhibicionisme.

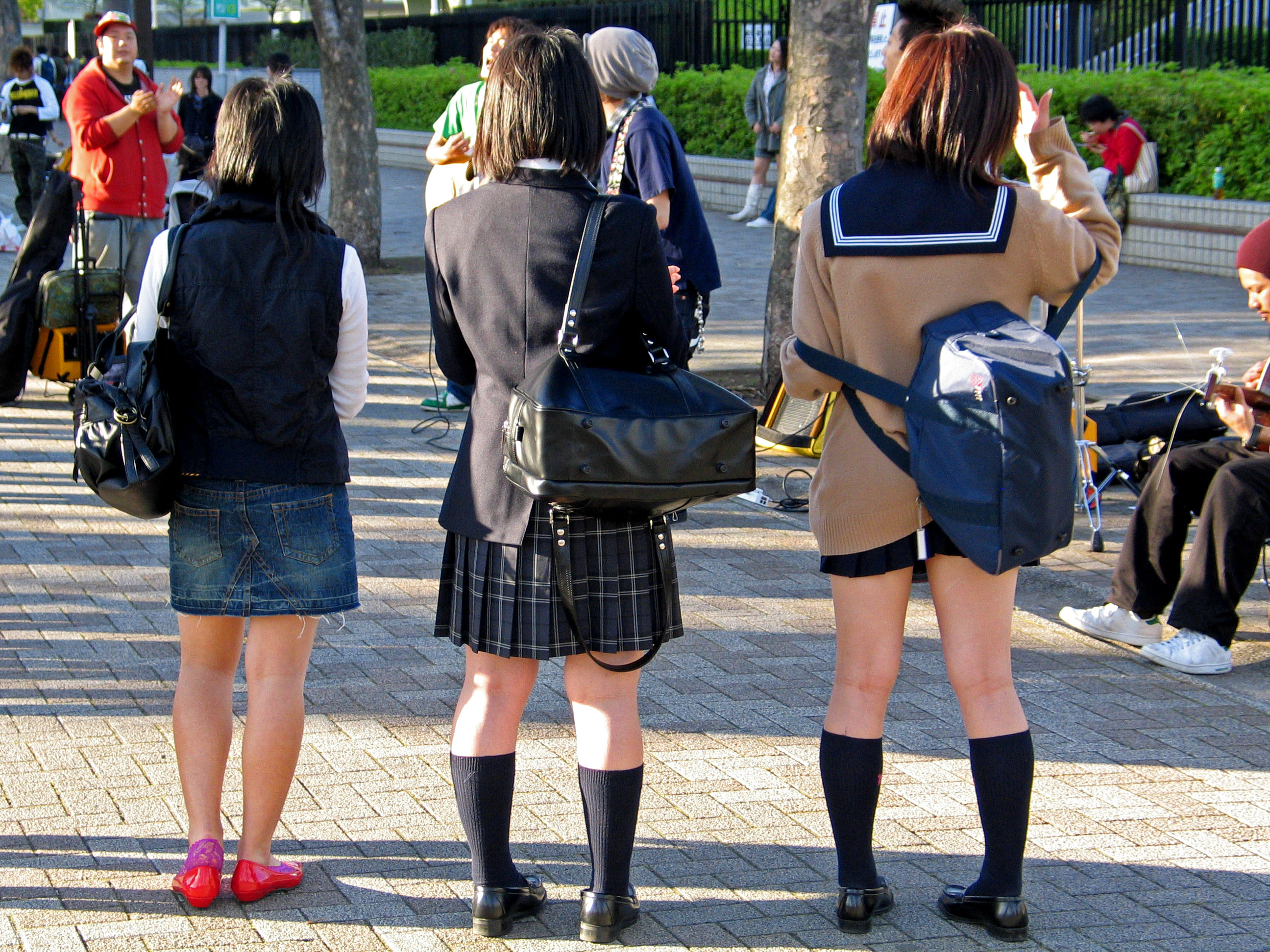
Col·legiales d'uniforme en un carrer de Tòquio.

Les minifaldilles, i també les microfaldilles, són molt populars al Japó, on són part de l'uniforme escolar de les noies, les porten les noies kogaru, que busquen semblar occidentals, i també les noies que practiquen el panchira, terme que, si bé inicialment designava el voyeurisme de la roba interior, ha acabat sent aplicat a una mena de joc exhibicionista de les noies que consisteix a deixar-se veure les calces per qualsevol desconegut (per exemple, deixant caure quelcom a terra i inclinant-se "innocentment" a recollir-ho, o bé fent veure que s'adormen al metro amb les cames obertes). Les microfaldilles van arribar a Europa a l'inici de la dècada del 2000.

## La mini i l'humor
- L'exagerada brevetat de les minifaldilles ha portat a trobar el terme faldilla-cinturó per designar, humorísticament, una faldilla molt baixa de cintura i alhora molt curta, que podria semblar un cinturó ample, o un "cinturó amb ales".

- Un detall que il·lustra les reaccions contràries o, si més no, les reticències, que la mini es va trobar a l'estat espanyol podria ser la cançó de Manolo Escobar "No me gusta que a los toros vayas con minifalda", que il·lustra alhora la complaença masculina en general i la gelosia de la parella de la usuària en concret.

- En francès, la paraula minijupe s'empra sovint per qualificar un discurs, una presentació o una exposició. Així, es parla d'un discours minijupe quan resulta molt breu, però suficient. Sembla que aquesta expressió ve de l'analogia formulada pel prefecte Jacques Gandouin: «Un discurs ha de ser com una minifaldilla, prou llarg perquè arribi a cobrir l'assumpte, però prou curt per poder retenir l'atenció». Fins i tot el govern francès ha adoptat aquesta analogia a la seva pàgina web oficial, on anuncia el principe de la minijupe, que es recomana a la publicitat de les empreses: «Cal ensenyar prou per atraure l'atenció del client, però no gaire per poder amagar allò que cal amagar».[71]

- Wilfrid Baumgartner, ministre francès d'economia i finances, va fer un altre paral·lelisme entre les estadístiques i la minifaldilla: «Unes i altra oculten l'essencial i, tanmateix, encara ens donen unes quantes idees!».[72]

- Al còmic francès Coluche li debem aquesta frase, alhora gamberra i genial: «Actualment, com que és un fet que les minifaldilles es fan com més va més curtes i els escots cada cop més llargs, només cal esperar-se que unes i altres acabin ajuntant-se».[73]

## Algunes minis imicrosque han causat sensació al cinema
- A la pel·lícula Billy Liar, Julie Christie causà sensació caminant amb una mini pels carrers de Londres el 1963, abans que s'hi hagués popularitzat l'ús d'aquesta prenda.[74]
- A la pel·lícula Barbarella, del 1968, Jane Fonda també va impactar en mini i botes altes, interpretant la cançó These boots are made for walking, de manera que va tenir molta influència en la popularització de la combinació de minifaldilla i botes altes, que encara se sol portar avui en dia.[75] Aquesta cançó, esdevinguda símbol de l'alliberament de la dona durant els anys 1960, l'havia estrenat inicialment Nancy Sinatra el 1966, igualment vestida amb mini i botes altes.[76]
- A la primera etapa de la sèrie de televisió Star Trek, iniciada precisament a la dècada del 1960, les tripulants femenines no porten altra cosa que minifaldilles per cobrir una part de la seva anatomia, si bé amb el temps el vestit curt fou substituït per uns pantalons.
- Sharon Stone porta un vestit jaqueta curt, suposadament sense calces a sota, a l'escena que més ha impactat i que més es recorda de la pel·lícula Instint bàsic (1992).
- A la pel·lícula To die for (1995), Nicole Kidman interpreta el paper d'una noia que es vesteix de manera molt sexy i porta gairebé sempre vestits jaqueta molt curts.
- A la pel·lícula japonesa A Snake of June (2002), l'actriu Asuka Kurosawa s'arrisca a portar una microfaldilla sense calces a sota.